# 2-Etil-1-butanol
A 2-etil-1-butanol szerves vegyület, hat szénatomos alkohol. Felhasználható az etanol és víz elválasztásában, amelyek egymással egyébként azeotrópos elegyet képeznek, ami korlátozza az elegy maximális etanoltartalmát.

## Reakciói
Az iparban acetaldehid és butiraldehid aldolkondenzációjával állítják elő.

## Fordítás
Ez a szócikk részben vagy egészben  a(z)   2-Ethyl-1-butanol című angol Wikipédia-szócikk ezen változatának fordításán alapul.  Az eredeti cikk szerkesztőit annak laptörténete sorolja fel. Ez a jelzés csupán a megfogalmazás eredetét és a szerzői jogokat jelzi, nem szolgál a cikkben szereplő információk forrásmegjelöléseként.